# Patrice Carpentier
Pour les articles homonymes, voir Carpentier.
Patrice Carpentier, né le 10 janvier 1950 à Falaise, est un journaliste et navigateur français.
Il est titulaire d'un BA en lettres. Marié et père de 4 enfants, Il vit à La Trinité-sur-Mer.
Il écrit pour Course au large et SeaHorse Magazine.

## Palmarès

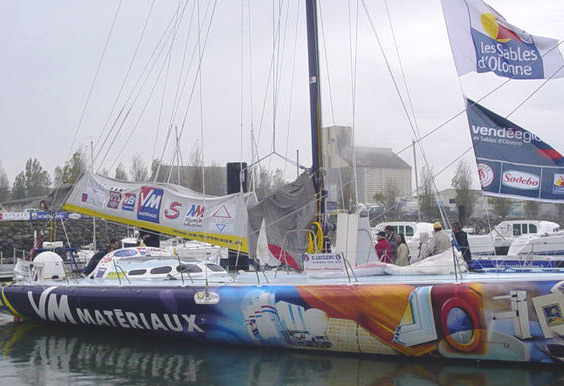
Le 60 pieds IMOCA VM Matériaux de Patrice Carpentier au départ du Vendée Globe 2004.

- 2004 : abandon en Nouvelle-Zélande dans le Vendée Globe sur VM Matériaux, pour bôme cassé
- 2000 : 11e du Vendée Globe sur VM Matériaux en 116 j 0 h 32 min
- 1992 : 6e de la Transat AG2R
- 1991 : 2e de la Mini Transat sur 48 - L'intrépide en 30 j 2 h 27 min
- 1989 : abandon aux Malouines dans le Vendée Globe sur Le Nouvel Observateur, pour avarie pilote automatique
- 1982 : vainqueur de la Route du Rhum sur Spra II  en 24 j 16 h 47 min 5 s ; 26e au classement général
- 1981 : 1er en série sur l'Auto-Journal de la Solitaire du Figaro
- 1973 : 3e de la Whitbread sur Grand Louis